# Ölbergkapelle St. Rupert (Sachrang)

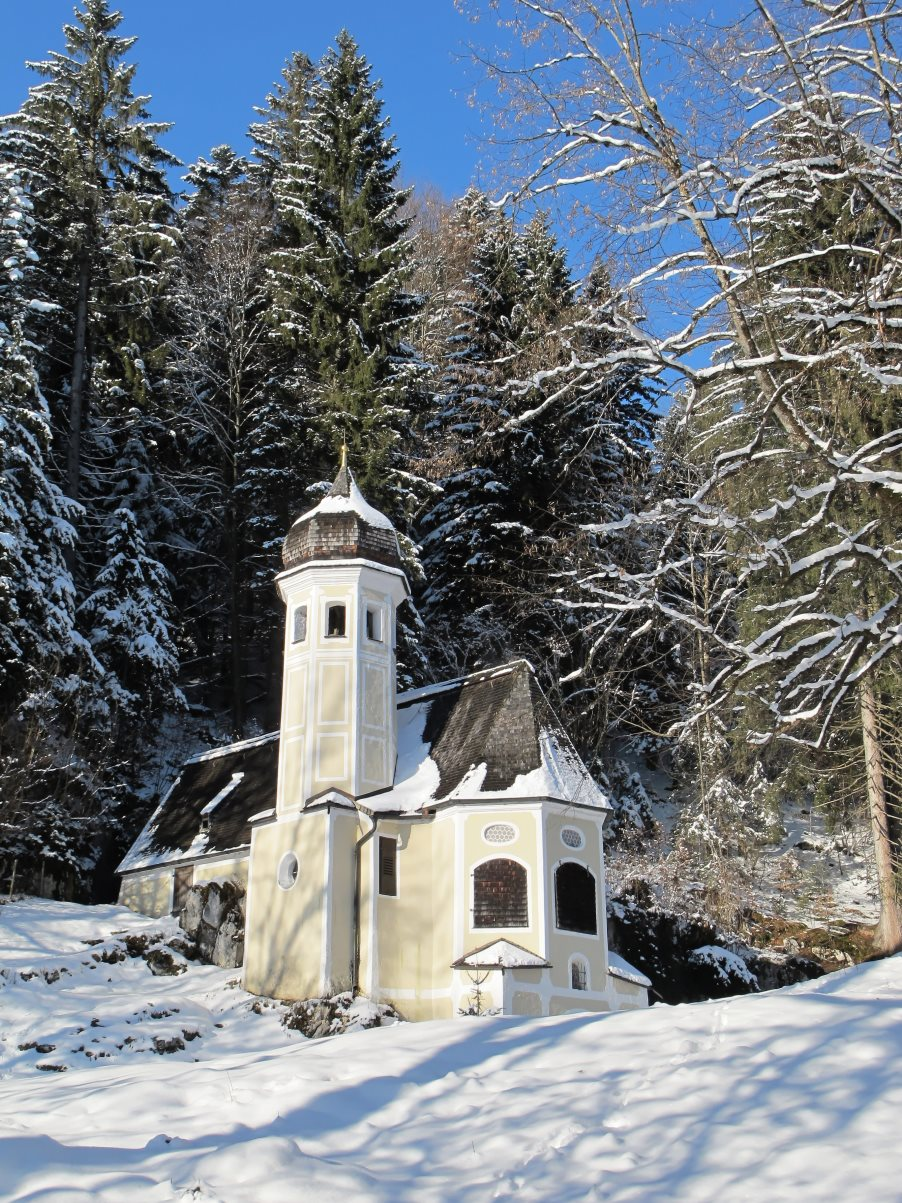
Ansicht der Ölbergkapelle von Südosten

Die Ölbergkapelle St. Rupert steht ein Kilometer südlich von Sachrang, einem Ortsteil der Gemeinde Aschau im Chiemgau im oberbayrischen Landkreis Rosenheim, auf der sogenannten „Hueber-Ötz“ nahe der österreichischen Grenze.

## Geschichte
An dieser Stelle wurde 1665 vom Priester Johann Nutzinger eine kleine hölzerne Klause errichtet, die Kurat Johann Michael Bombardi mit einem Altar ausstattete. Dies passte den Sachranger Einwohnern zunächst gar nicht und sie beschwerten sich beim zuständigen Stiftspropst des Klosters Herrenchiemsee. 1674 ließ der Grenzhuber, auf dessen Grund die Klause stand, eine tonnengewölbte, gemauerte Kapelle errichten, worauf die Wallfahrt zur Ölbergkapelle aufblühte. 1679 erlaubte ebenjener Stiftspropst, Rupert Kögl, dass bei „großem Volksandrang“ im Freien vor der Kapelle die hl. Messe zelebriert werden durfte. 1680 wurden zwei Glöcklein beschafft und ein kleiner Holzturm errichtet. Am Ulrichstag, dem 4. Juli, bürgerte sich ein regelrechtes Kirchweihfest an der Kapelle ein. 1714 wurde der achteckige Zwiebelturm mit einer Sakristei errichtet. 1732 bis 1734 wurde die Kapelle in den heutigen Bauzustand versetzt. Um 1800 verfiel dann, wohl auch durch die Wirren der Napoleonischen Kriege, die Kapelle zunehmend. 1826 nahm sich dann Peter Huber (1766–1843), der „Müllner-Peter von Sachrang“, der Ölbergkapelle an. Er wollte, dass der damals schon ehrwürdige Wallfahrtsort in neuem Glanz erstrahlen sollte. Am 24. September 1827 konnten die Restaurierungsarbeiten abgeschlossen und die Kapelle neu geweiht werden. Die Wallfahrt wurde 1972 wieder zum Leben erweckt und findet seither an jedem 3. Sonntag im September mit Teilnehmern aus Bayern und Tirol mit einem Festgottesdienst im Freien statt.

## Beschreibung des Gebäudes

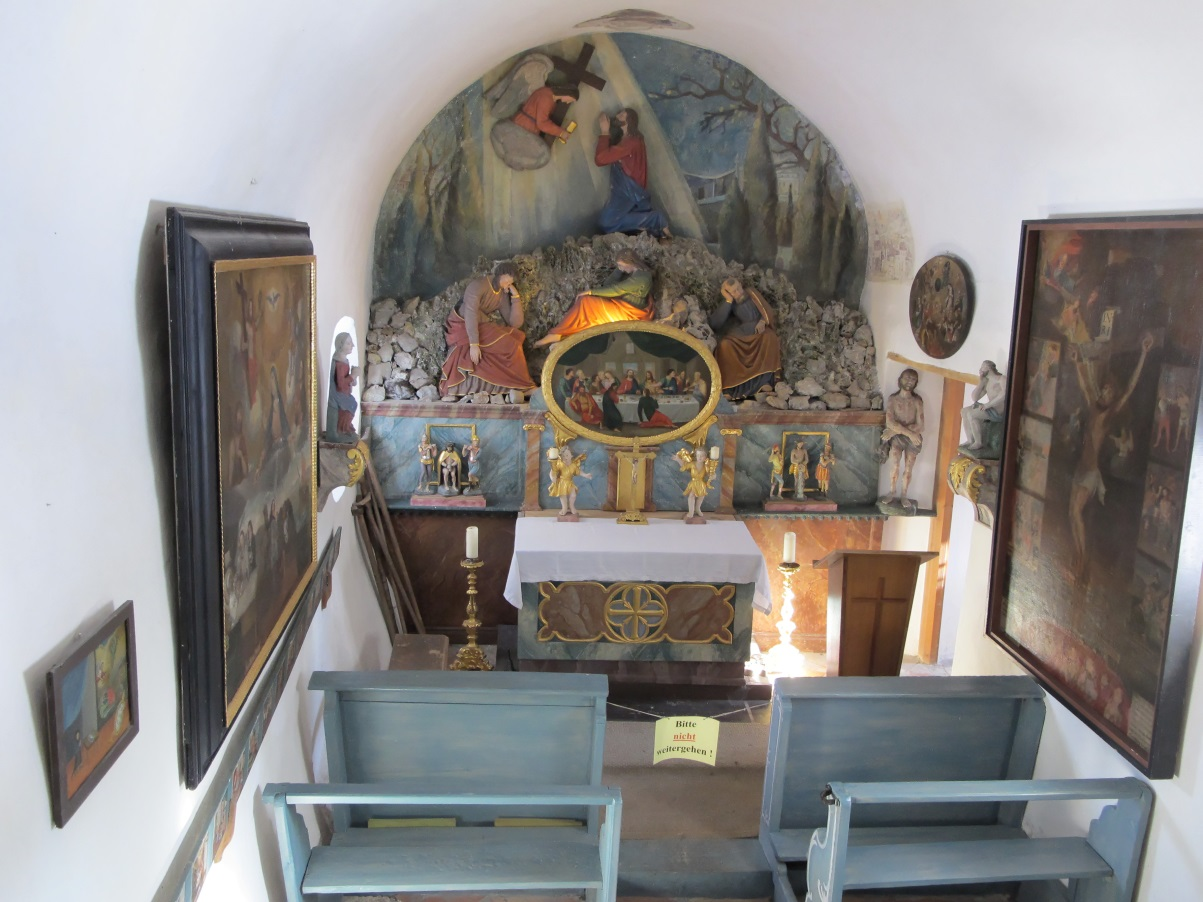
Ölberggrotte in der Mittelkapelle von 1674

Der älteste Teil der äußerlich als einheitlicher Baukörper wirkenden Kapelle ist die tonnengewölbte Mittelkapelle von 1674 mit der Ölberggrotte in der Ostwand über dem Altar. Die Darstellung zeigt den betenden Jesus mit dem ihn stärkenden Engel im Hintergrund und im Vordergrund die drei schlafenden Apostel Petrus, Jakobus und Johannes. Im Osten wurde 1732 ein zweigeschossiger, chorartiger Anbau hinzugefügt. In dessen Untergeschoss befindet sich die Heilig-Grab-Kapelle mit Figuren aller Apostel. Darüber befindet sich ein Raum, der bei großen Wallfahrtsgottesdiensten als Predigtkanzel diente und in dem sich jetzt eine kleine Orgel befindet. Sein größter Schmuck sind die bemalten, nach außen bzw. nach oben aufklappbaren Holzläden. Sie zeigen links die schmerzhafte Muttergottes, in der Mitte Jesus am Kreuz begleitet von zwei Putti und rechts den trauernden Apostel Johannes. Im Westen wurde 1734 noch eine vierte Kapelle angebaut. Ihr größter Schmuck ist die mit Rosenstöcken und Lilien, den Symbolen der Jungfrau Maria, bemalte Holzdecke.